# 김종정
김종정(金鍾正, 1722년 ~ 1787년)은 조선의 문신이다. 본관은 청풍이다.

## 생애
영조 때인 1757년에 문과에 급제하여 정언, 시독관을 거쳐 강원도도사로 외직에 나갔다가 북도어사, 이정어사로 민정을 다스리고 북도감시어사, 북관어사를 거쳐 응교로 내직으로 복귀한다. 곧 다시 영남어사로 외직에 나가 탐관오리를 벌하고 부응교를 거쳐 감운어사를 하다가 부응교, 교리를 거쳐 승지가 되고 예조참판과 의주부윤을 거쳐 동지돈녕부사로 임명된다. 이후 대사헌을 거쳐 경기도관찰사가 되고 이후 병조참판, 예조참판, 부제학, 공조참판, 이조참판, 한성부우윤 등을 두루두루 거쳐 병조참판, 한성부좌윤, 형조참판, 대사헌, 이조참판 등을 지낸 뒤 부제학, 대사헌, 이조참판을 거쳐 동지경연사를 겸하고 연이어서 예조참판, 이조참판을 지내고 강원도관찰사로 임명되었다가 부제학, 대사헌, 승지, 대사성을 거쳐 이조판서와 병조판서를 하고 정조 때 국장도감제조를 겸하다가 공조판서, 한성부판윤, 판의금부사를 거쳐 형조판서, 판의금부사를 한 뒤 원춘도관찰사가 되었고, 다시 판의금부사가 되었다. 시호는 청헌(淸獻)이다.